# 峡東地域
峡東地域（きょうとうちいき）は、山梨県中北部に位置する地域である。山梨市、笛吹市、甲州市の3市によって構成されている。

## 概要
峡東三市は折れ曲がったような甲府盆地の北東部に位置していて、扇状地が非常に多い。3市には笛吹川がある。首都圏から1時間弱の地域にあり、人気の観光地もある。農業は、葡萄と桃の栽培が中心であり、桃の生産量は山梨県上位3位、葡萄の生産量は日本上位3位を占めている。

## 峡東地域を単位とするもの

### 団体
気象庁の「気象警報・注意報や天気予報の発表区域」、峡東地域広域水道企業団、甲府・峡東地域ごみ処理施設事務組合（甲府市を含む）など

### その他
- 世界農業遺産:令和4年7月18日に琵琶湖と並んで登録される。

## 交通
峠越えが多い。
- 大月方面及び甲府方面
  - 中央本線
  - 中央自動車道
  - 国道20号
  - 甲州街道/国道411号（一部）
- 富士吉田方面
  - 国道137号
- 秩父方面
  - 国道140号（自動車のみ）
  - 西関東連絡道路
- 奥多摩方面
  - 国道411号青梅街道
- 長野方面
  - 大弛峠（日本最高所の道路、悪路）